# Amma blancheae
Amma blancheae är en tvåvingeart som beskrevs av Mcalpine 1991. Amma blancheae ingår i släktet Amma och familjen tångflugor. Inga underarter finns listade i Catalogue of Life.